# Chollima
Un chollima (també qianlima, senrima o cheollima; literalment "cavall de mil li") és un cavall alat mític originari dels clàssics xinesos i que es retrata habitualment en la mitologia asiàtica oriental. Es diu que aquest cavall alat és massa ràpid i elegant per ser muntat (per qualsevol home mortal).

## Xina
A partir del segle III a.C, els clàssics xinesos mencionen Bo Le, un domador de cavalls mitològic, com a exemple del judici dels cavalls. Bo Le s'associa freqüentment amb la famosa Qianlima (xinès: 千里馬), que suposadament va ser capaç de galopar 400 quilòmetres en un sol dia. Qianlima era una paraula literària xinesa per a persones amb talent i capacitat latents. Alguns autors suggereixen que «durant segles d'història xinesa, els cavalls havien estat considerats animals capaços de realitzar gestes que requerien força i resistència excepcionals; representaven persones extraordinàries». Bo Le, era una metàfora d'un governant savi que seleccionava funcionaris acadèmics amb talent. Segons altres autors, els genis en l'obscuritat van ser anomenats cavalls de mil li encara no havien conegut el seu [Bo Le]".

## Corea del Nord
Chollima és un símbol important a Corea del Nord. S'utilitza com a sobrenom de la seva selecció nacional de futbol. L'estat també va donar el nom al moviment Chollima, que va promoure un desenvolupament econòmic ràpid, similar al del Gran Salt de la Xina i l'estakhanovisme soviètic. Després de la guerra de Corea, el país va requerir la reconstrucció per tornar a funcionar. Per agilitzar la construcció, el president Kim Il-sung va idear l'eslògan «de pressa com la velocitat de Chollima».
Es troben diverses estàtues d'aquesta criatura a Pyongyang, la capital de Corea del Nord. L'estàtua de Chollima simbolitza «l'heroisme, l'esperit constant i lluitant del poble coreà; les innovacions que avancen tan ràpidament com la velocitat de la Chollima». Una estàtua notòria es troba a prop del turó de Mansu, acabada el 15 d'abril de 1961. Té una alçada aproximada de 46 metres d'alçada i 16 de llarg, mesurada des del paviment fins a la part superior.